# Премия Гарольда Пендера
Премия Гарольда Пендера (англ. Harold Pender Award) — высшая награда факультета инженерного дела и прикладной науки Пенсильванского университета. Вручается выдающемуся инженеру за значительный вклад в образ жизни общества. Учреждена в 1972 году, награждение проводится с 1972 года. Награда включает в себя лекцию, церемонию вручения и торжественный приём.

## Лауреаты
| Год  | Лауреат                           | Обоснование награды (до 2000 года - описание лауреата) |
| ---- | --------------------------------- | --- |
| 1972 | Edward E. David Jr.               | Оригинальный текст (англ.)Science Advisor to the President of the United States. |
| 1973 | Мокли, Джон Эккерт, Джон Преспер  | Оригинальный текст (англ.)Inventors of ENIAC. |
| 1974 | Голдмарк, Питер Карл              | Оригинальный текст (англ.)Inventor of the 33-1/3 rpm long-playing record (among other things). |
| 1975 | Chauncey Starr                    | Оригинальный текст (англ.)Director of the Electric Power Research Institute (EPRI). |
| 1976 | Риковер, Хайман Джордж            | Оригинальный текст (англ.)USN, Father of the Nuclear Navy. |
| 1977 | Jan A. Rajchman                   | Оригинальный текст (англ.)Electronic and computer research. |
| 1978 | Шеннон, Клод                      | Оригинальный текст (англ.)Creator of quantitative philosophy of information. |
| 1979 | Лэнд, Эдвин Герберт               | Оригинальный текст (англ.)Inventor of instant photography. |
| 1980 | Нойс, Роберт                      | Оригинальный текст (англ.)Developer of the integrated circuit. |
| 1981 | Хэмминг, Ричард Уэсли             | Оригинальный текст (англ.)Father of algebraic coding theory. |
| 1982 | Уилкс, Морис Винсент              | Оригинальный текст (англ.)Developer of world’s second large-scale general-purpose electronic digital computer and author of first digital computer programmers textbook.                                                                                             |
| 1983 | Бэкус, Джон                       | Оригинальный текст (англ.)Developer of speed-coding and FORTRAN. |
| 1984 | Carver Mead и Конвей, Линн        | Оригинальный текст (англ.)Developers of CAD techniques for VLSI technology and authors of first VLSI textbook. |
| 1985 | Ярив, Амнон                       | Оригинальный текст (англ.)Innovator in quantum electronics and integrated optics. |
| 1986 | Ronold Wyeth Percival King        | Оригинальный текст (англ.)Leader in the development of electromagnetic antenna theory. |
| 1987 | Саймон, Герберт                   | Оригинальный текст (англ.)Contributor to cross-disciplinary work between computer science, psychology, economics, and management, including the development of artificial intelligence and cognitive science.                                                        |
| 1988 | Бардин, Джон                      | Оригинальный текст (англ.)Co-inventor of the transistor and contributor to the theory of superconductivity. |
| 1989 | Эсаки, Лео                        | Оригинальный текст (англ.)Pioneer in tunneling phenomena in semiconductors and development of quantum well structures. |
| 1990 | Скотт, Дана                       | Оригинальный текст (англ.)Pioneer in application of concepts from logic and algebra to the development of mathematical semantics of programming languages. |
| 1991 | Пензиас, Арно Аллан               | Оригинальный текст (англ.)Discoverer of the background microwave blackbody radiation of the universe. |
| 1993 | Hiroshi Inose                     | Оригинальный текст (англ.)Leader in advances in digital communication and in increasing our understanding of the effects of information flow on society. |
| 1995 | Данциг, Джордж                    | Оригинальный текст (англ.)Developer of the simplex algorithm spawning the field of linear programming. |
| 1999 | Холланд, Джон Генри               | Оригинальный текст (англ.)Founder of genetic algorithms and innovative research in the science of complexity and adaptation. |
| 2000 | Килби, Джек                       | Оригинальный текст (англ.)for his contribution to the invention of the integrated circuit, or microchip. |
| 2002 | Хопфилд, Джон                     | Оригинальный текст (англ.)for his pioneering accomplishments in the field of Computational Neuroscience and Neuroengineering. |
| 2003 | Ритчи, Деннис и Томпсон, Кен      | Оригинальный текст (англ.)for development of the UNIX operating system and C programming language. |
| 2006 | Дресселгауз, Милдред              | Оригинальный текст (англ.)for pioneering contributions and leadership in the field of carbon-based nanostructures and nanotechnology, and for promoting opportunities for women in science and engineering.                                                          |
| 2010 | Кан, Роберт Эллиот и Серф, Винтон | Оригинальный текст (англ.)for their pioneering and seminal contributions to network-based information technology, and especially for the design and implementation of the TCP/IP protocol suite, which continues to provide the foundation for the growing Internet. |
| 2013 | Лисков, Барбара                   | Оригинальный текст (англ.)for pioneering contributions to programming languages and software system design. |
| 2018 | Лекун, Ян                         | Оригинальный текст (англ.)for pioneering contributions in the development of deep convolutional neural networks. |